# Uwe Barschel
Uwe Barschel (Glienicke/Nordbahn, 13 de maio de 1944 – Genebra, 11 de outubro de 1987) foi um político da Alemanha Ocidental da União Democrática Cristã (CDU) que atuou como Ministro-Presidente no Land Schleswig-Holstei. Ele foi encontrado morto em circunstâncias misteriosas em 11 de outubro de 1987, quando seu corpo vestido foi descoberto em uma banheira cheia no Hotel Beau-Rivage em Genebra, Suíça, pouco depois de se envolver em um escândalo durante as eleições federais de 1987 . Embora uma investigação policial tenha concluído que Barschel cometeu suicídio, as circunstâncias de sua morte permanecem controversas.

## Revisão do caso Barschel 2011
Em 12 de junho de 2011, o Ministério Público de Lübeck anunciou que o caso Barschel seria reaberto e reexaminado, com técnicas mais sofisticadas, como perfis de DNA, sendo empregadas para descobrir as reais circunstâncias da morte do político.